# Sly and Robbie
Sly and Robbie é um duo de baixo e bateria, uma das mais prolíficas e duradouras do reggae. 

## História
A seção rítmica do baterista Lowell Dunbar (apelidado de Sly em homenagem a Sly Stone, um de seus músicos prediletos) e o baixista Robert Shakespeare iniciou-se na década de 1970, depois de terem se estabelecido independentemente no cenário musical jamaicano. Costumam ser referidos humoristicamente por Sly Drumbar e Robbie Basspeare, como por exemplo nas notas do álbum Red, do Black Uhuru.
Sly and Robbie podem possivelmente ser os artistas de estúdio mais prolíficos do mundo. De acordo com uma estimativa, teria tocado ou produzido cerca de 200.000 canções, considerando-se que alguns de seus riddims, como "Revolution", foram usados em mais de 100 canções. Em 2007 participaram da gravação do Álbum Sim de Vanessa da Mata.

## Detalhes individuais

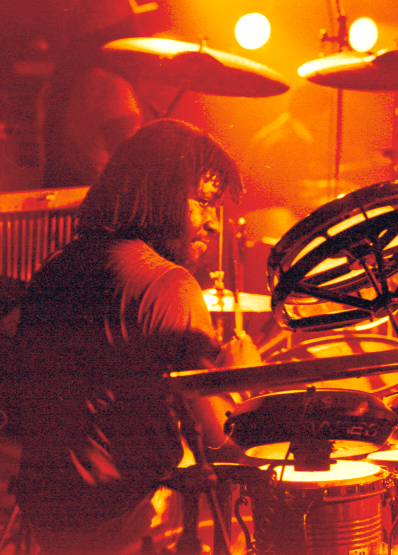
Sly Dunbar, 1979

- Robbie Shakespeare (Robert Shakespeare, 27 de Setembro de 1953, Kingston, Jamaica).
- Sly Dunbar (Lowell Charles Dunbar, 10 de maio de 1952, Kingston, Jamaica).

## Discografia parcial
| Artist                      | Title                                                                   | Year | Label                      |
| --------------------------- | ----------------------------------------------------------------------- | ---- | -------------------------- |
| Barry Reynolds              | I Scare Myself                                                          | 1982 | Island                     |
| Amp Fiddler                 | Inspiration Information                                                 | 2008 | Strut Records              |
| Beenie Man                  | Maestro                                                                 | 1996 | Shocking Vibes             |
| Black Uhuru                 | Positive                                                                | 1987 | Greensleeves               |
| Black Uhuru                 | Brutal                                                                  | 1986 | Greensleeves               |
| Black Uhuru                 | Anthem                                                                  | 1984 | Island                     |
| Black Uhuru                 | The Dub Factor                                                          | 1983 | Island                     |
| Black Uhuru                 | Chill Out                                                               | 1982 | Island                     |
| Black Uhuru                 | Tear It Up                                                              | 1982 | Island                     |
| Black Uhuru                 | Red                                                                     | 1981 | Island                     |
| Black Uhuru                 | Sinsemilla                                                              | 1980 | Island                     |
| Black Uhuru                 | Showcase                                                                | 1979 | Virgin                     |
| Bob Dylan                   | Infidels                                                                | 1983 | CBS                        |
| Brent Dowe                  | My Everything                                                           | unkn | Circulation Music/Records  |
| Britney Spears              | Piece of Me (Sly & Robbie Remix) (featuring Cherine Anderson)           | 2006 | Jive Records               |
| Bunny Wailer                | Food/Serious Things                                                     | 1986 | Solomonic                  |
| Bunny Wailer                | Dubdisco                                                                | 1980 | Solomonic                  |
| Bunny Wailer                | Marketplace                                                             | 1984 | Solomonic                  |
| Bunny Wailer                | sings The Wailers                                                       | 1980 | Solomonic Island           |
| Bunny Wailer                | Roots Radics Rockers Reggae                                             | 1983 | Shanachie                  |
| Chaka Demus & Pliers        | Tease Me                                                                | 1993 | Mango                      |
| Chaka Demus & Pliers        | For every kinda people                                                  | 1996 | Island                     |
| Charlie Chaplin             | Que Dem                                                                 | 1986 | Powerhouse                 |
| Cornell Campbell            | Follow Instructions                                                     | 1982 | Mobiler                    |
| Culture                     | Two sevens Clash                                                        | 1978 | Lightning Records          |
| Culture                     | Harder than the Rest                                                    | 1978 | Virgin                     |
| Cutty Ranks                 | Can I Touch U Baby                                                      | 1999 | Circulation Music/Records  |
| Dennis Brown                | Brown Sugar                                                             | 1988 | RAS                        |
| Eljuri                      | El Aire                                                                 | 2008 | Manovill Records           |
| Foundation                  | Heart feel it                                                           | 1989 | Island                     |
| Frankie Paul                | Strictly ReggaeMusic                                                    | 1983 | Londisc                    |
| Fugees                      | Fu Gee La Remix                                                         | 1996 | Columbia                   |
| Grace Jones                 | Living my Life                                                          | 1982 | Island                     |
| Grace Jones                 | Nightclubbing                                                           | 1981 | Island                     |
| Grace Jones                 | Warm Leatherette                                                        | 1980 | Island                     |
| Gregory Isaacs              | Showcase                                                                | 1980 | Taxi                       |
| Gregory Isaacs              | Cool Ruler                                                              | 1978 | Front Line                 |
| Gregory Isaacs              | Soon Forward                                                            | 1979 | Front Line                 |
| Gwen Guthrie                | Gwen Guthrie                                                            | 1982 | Island                     |
| Half Pint                   | In fine Style                                                           | 1982 | Sunset                     |
| Half Pint                   | Victory                                                                 | 1988 | RAS                        |
| Half Pint                   | Greetings                                                               | 1987 | Jet Star                   |
| Half Pint                   | showcase w. Michael Palmer                                              | 1986 | Greensleeves               |
| Half Pint/Junior Delgado    | I want your love                                                        | 1987 | Powerhouse                 |
| Herbie Hancock              | Rockit 12 inch maxi                                                     | 1983 | CBS                        |
| Home T4                     | Sly & Robbie present                                                    | 1984 | Taxi                       |
| I Wayne                     | Lava Ground                                                             | 2005 | VP                         |
| I Wayne                     | Book of Life                                                            | 2007 | VP                         |
| Ian Dury                    | Lord Upminister                                                         | 1981 | Polydor                    |
| Ini Kamoze                  | Pirate                                                                  | 1986 | Island                     |
| Ini Kamoze                  | Statement                                                               | 1985 | Island                     |
| Ini Kamoze                  | Ini Kamoze                                                              | 1984 | Island                     |
| The Itals                   | Brutal out Deh                                                          | 1981 | Nighthawk                  |
| Jacob Miller                | Jacob Killer Miller                                                     | 1980 | Island                     |
| Jimmy Cliff                 | Follow My Mind                                                          | 1975 | Warner                     |
| Jimmy Riley                 | Rhythm Driven                                                           | 1981 | Island                     |
| Joe Cocker                  | Sheffield Steel                                                         | 1982 | Island                     |
| Kazumi Watanabe             | Mobo 2                                                                  | 1983 | Gramavision Records        |
| Kazumi Watanabe             | Mobo 1                                                                  | 1982 | Gramavision                |
| Ky-Mani Marley              | Like Father Like Son                                                    | 1996 | Warner Bros. Records/Rhino |
| Linval Thompson             | Starlight                                                               | 1988 | Mango                      |
| Linval Thompson             | Linvall                                                                 | 1977 | Vista Sounds               |
| Linval Thompson             | Rockers From Channel One                                                | 1979 | Trojan                     |
| Mad Cobra                   | Hard to wet, Easy to dry                                                | 1992 | Columbia                   |
| Madonna                     | Supernatural (Remix)                                                    | 1992 | Warner Bros. Records       |
| Madonna                     | Give It 2 Me (Remix)                                                    | 2008 | Warner Bros. Records       |
| Marianne Faithfull          | Lola R. For Ever (From the tribute álbum Monsieur Gainsbourg Revisited) | 2006 | Barclay                    |
| Material                    | The Third Power                                                         | 1991 | Axiom                      |
| Material                    | Seven Souls                                                             | 1989 | Island                     |
| Matisyahu                   | Jerusalem (Out Of The Darkness Comes Light)                             | 2006 | JDub                       |
| Maxi Priest                 | Maxi                                                                    | 1987 | Virgin                     |
| Michael Franti & Spearhead  | All Rebel Rockers                                                       | 2008 | ANTI-                      |
| Michael Franti & Spearhead  | Yell Fire!                                                              | 2006 | Boo Boo Wax & ANTI-        |
| Michael Palmer              | showcase w. Half Pint                                                   | 1986 | Greensleeves               |
| Michael Rose                | X-uhuru                                                                 | 1998 | Tabou 1 / Taxi             |
| Mick Jagger                 | She's the Boss                                                          | 1985 | CBS                        |
| Mighty Diamonds             | Unruly Pickney                                                          | 1982 | MR                         |
| Mighty Diamonds             | Tell Me What Wrong                                                      | 1980 | JIL                        |
| Mighty Diamonds             | Vital Selection                                                         | 1981 | Virgin                     |
| Mighty Diamonds             | Money Love                                                              | 1982 | Powerhouse                 |
| Mighty Diamonds             | Backstage                                                               | 1982 | Music Works                |
| Mighty Diamonds             | Dubwise                                                                 | 1982 | Music Works                |
| Monty Alexander             | meets Sly and Robbie                                                    | 2000 | Telarc                     |
| Peter Tosh                  | Wanted Dread And Alive                                                  | 1980 | EMI                        |
| Peter Tosh                  | Live at Montreux                                                        | 1979 |                            |
| Peter Tosh                  | Mystic Man                                                              | 1979 | EMI                        |
| Peter Tosh                  | Bush Doctor                                                             | 1978 | Rolling Stones             |
| Peter Tosh                  | Equal Rights                                                            | 1977 | Columbia                   |
| Prince Far I                | Cry Tuff Dub encounter II                                               | 1979 | Virgin's Front Line        |
| Prince Jammy                | Kamikaze Dub                                                            | 1996 | Trojan                     |
| Prince Jammy                | A Dub Extravaganza                                                      | 1992 | Charley                    |
| Revolutionaires             | Goldmine Dub                                                            | 1979 | Greensleeves               |
| Revolutionaries             | Outlaw Dub                                                              | 1979 | Trojan                     |
| Revolutionaries             | Dutch Man Dub                                                           | 1978 | Burning Vibrations         |
| Rico                        | Man from Wareika                                                        | 1977 | Island                     |
| Ronnie Davis                | Crucial                                                                 | 1978 | Big Mac Soul Power         |
| Serge Gainsbourg            | Negusa Nagast                                                           | 1981 | Polygram                   |
| Serge Gainsbourg            | Mauvaises nouvelles des etoiles                                         | 1981 | Phillips                   |
| Serge Gainsbourg            | au Palace                                                               | 1980 | Phillips                   |
| Serge Gainsbourg            | Aux Armes                                                               | 1979 | Phillips                   |
| Shabba Ranks                | A Mi Shabba                                                             | 1995 | Epic                       |
| Sly and Robbie              | Crucial Reggae                                                          | 1981 | Island Mango               |
| Sly and Robbie              | Present Taxi                                                            | 1981 | Island                     |
| Sly and Robbie              | Rebel Soldier [Soljie]                                                  | 1982 | Taxi                       |
| Sly and Robbie              | Kings of Reggae                                                         | 1983 | Keystone                   |
| Sly and Robbie              | Sounds of Taxi                                                          | 1984 | Taxi                       |
| Sly and Robbie              | Sly & Robbie "Language Barrier"                                         | 1985 | Island                     |
| Sly and Robbie              | A Dub Experience                                                        | 1985 | Island                     |
| Sly and Robbie              | The Sting                                                               | 1986 | Moving Target              |
| Sly and Robbie              | Electro Reggae                                                          | 1986 | Island                     |
| Sly and Robbie              | Taxi Fare                                                               | 1987 | Heartbeat                  |
| Sly and Robbie              | presents Sound of Taxi 3                                                | 1987 | Taxi                       |
| Sly and Robbie              | Rhythm Killers                                                          | 1987 | Island                     |
| Sly and Robbie              | Taxi Connection Live in London                                          | 1987 | Island                     |
| Sly and Robbie              | The Summit                                                              | 1988 | Greensleeves               |
| Sly and Robbie              | present Gregory Isaacs                                                  | 1988 | RAS                        |
| Sly and Robbie              | Two Rhythms Clash                                                       | 1989 | RAS                        |
| Sly and Robbie              | Silent Assassin with KRS-ONE and BDP                                    | 1989 | Island                     |
| Sly and Robbie              | Hits 1978-1990                                                          | 1990 | Sonic Sounds               |
| Sly and Robbie              | DJ Riot                                                                 | 1990 | Island                     |
| Sly and Robbie              | Dubs for Tubs                                                           | 1990 | Rohit                      |
| Sly and Robbie              | Sixties Seventies and Eighties                                          | 1991 | Mango                      |
| Sly and Robbie              | Dub Rockers Delight                                                     | 1991 | Magnum Music Group         |
| Sly and Robbie              | Sound of Sound                                                          | 1991 | Pow Wow                    |
| Sly and Robbie              | Remember Precious Times                                                 | 1992 | RAS Taxi                   |
| Sly and Robbie              | Ragga Pon Top                                                           | 1993 | Pow Wow                    |
| Sly and Robbie              | Many Moods of                                                           | 1994 | Sonic Sounds               |
| Sly and Robbie              | present Mykall Rose                                                     | 1995 | Taxi                       |
| Sly and Robbie              | Funkcronomicon                                                          | 1995 | Axiom                      |
| Sly and Robbie              | Hail up the Taxi                                                        | 1996 | Island                     |
| Sly and Robbie              | Mysteries of Creation                                                   | 1996 | Axiom                      |
| Sly and Robbie              | meet King Tubby                                                         | 1996 | House of Reggae            |
| Sly and Robbie              | The Punishers                                                           | 1996 | Island                     |
| Sly and Robbie              | Mambo Taxi                                                              | 1997 | Island                     |
| Sly and Robbie              | Hail up Taxi 2                                                          | 1998 | Tabou1 / Taxi              |
| Sly and Robbie              | present Taxi Christmas                                                  | 1998 | RAS                        |
| Sly and Robbie              | Friends                                                                 | 1998 | Island                     |
| Sly and Robbie              | Drum and Bass Strip to the Bone by Howie B                              | 1999 | Palm Pictures              |
| Sly and Robbie              | Massive                                                                 | 1999 | nyc music                  |
| Sly and Robbie              | Sly & Robbie                                                            | 1999 | Rhino                      |
| Sly and Robbie              | Version Born (produced by Bill Laswell)                                 | 2004 | Palm Pictures              |
| Sly and the Revolutionaries | Black Ash Dub                                                           | 1978 | Trojan                     |
| Sly Dunbar                  | Simply Slyman                                                           | 1978 | Virgin Frontline           |
| Sly Dunbar                  | Sly Wicked and Slick                                                    | 1979 | Virgin                     |
| Sly Dunbar                  | Sly-Go-Ville                                                            | 1982 | Island                     |
| Sugar Minott                | A True                                                                  | 1984 | Arrival                    |
| Sugar Minott                | Buy Off The Bar                                                         | 1983 | Powerhouse                 |
| Sugar Minott                | Sugar & Spice                                                           | 1990 | RAS                        |
| Suggs                       | The Lone Ranger                                                         | 1995 | WEA                        |
| Tiken Jah Fakoly            | Coup de gueule                                                          | 2004 | Barclay                    |
| Toots Hibbert               | Toots in Memphis                                                        | 1988 | Island Mango               |
| Vanessa da Mata             | Sim                                                                     | 2007 | Sony BMG                   |
| Various                     | Music Works Showcase                                                    | 1982 | Music Works                |
| Various                     | Raiders of the Lost Dub                                                 | 1981 | Mango                      |
| Various                     | Down in Jamaica                                                         | 1990 | Invitation                 |
| Various                     | La Trenga                                                               | 1997 | VP                         |
| Wailing Souls               | Live On                                                                 | 1994 | Island                     |
| Yami Bolo                   | Freedom and Liberation                                                  | 1998 | Tabou 1 / Taxi             |
| Yellowman                   | Yellow like Cheese                                                      | 1987 | RAS                        |